# Бертольд Штехер
Бертольд Штехер (нім. Berthold Stecher) — перший відомий війт Львова за часів Лева I (бл. 1300 р.), перший відомий володар Винників, німець за походженням.

## Життєпис
З'явилися перші німецькі поселенці в Галичині ще в XII ст. Німецька громада разом з русинською, єврейською та вірменською була присутня у Львові з часу його заснування королями Данилом та Левом. Німецькі переселенці принесли до Львова традиції магдебурзького права, де війт керував справами громади і представляв її перед королем.
Бертольд Штехер був серед засновників костела Марії Сніжної — одного з найдавніших храмів Львова. За свою працю на благо міста отримав в винагороду від Лева Даниловича млин Сільський Кут над Полтвою, на перехресті нинішніх вулиць Замарстинівської та Хімічної, озера та 2 невеликі маєтки в Малих Винниках та Підберізцях. Підмурівки млина Штехера випадково виявили в грудні 2021 в підвалі будинку на вул. Хімічній, 2.
Право володіння цими маєтками нащадкам Бертольда — Юрію, Руперту та Маргариті — підтвердив польський король Казимир III своїм привілеєм від 22 серпня 1352 р. Ця грамота стала першою письмовою згадкою про Винники.
Син Бертольда Матеус в свою чергу був війтом Львова, а його правнук Петро Штехер був міським райцею і бургомістром наприкінці XIV ст. — на початку XV ст., збудував міський водогін та керував будівництвом латинської катедри.